# Beniamino Vignola
Beniamino Vignola (ur. 12 czerwca 1959 w Weronie) – włoski piłkarz, występował między innymi w Juventusie, z którym w 1985 roku zdobył Puchar Europy. Grał też w Hellas Verona, Empoli FC oraz AC Mantova.
W 1984 roku był w składzie olimpijskiej reprezentacji Włoch na igrzyskach w Los Angeles.